# Afwasmachine

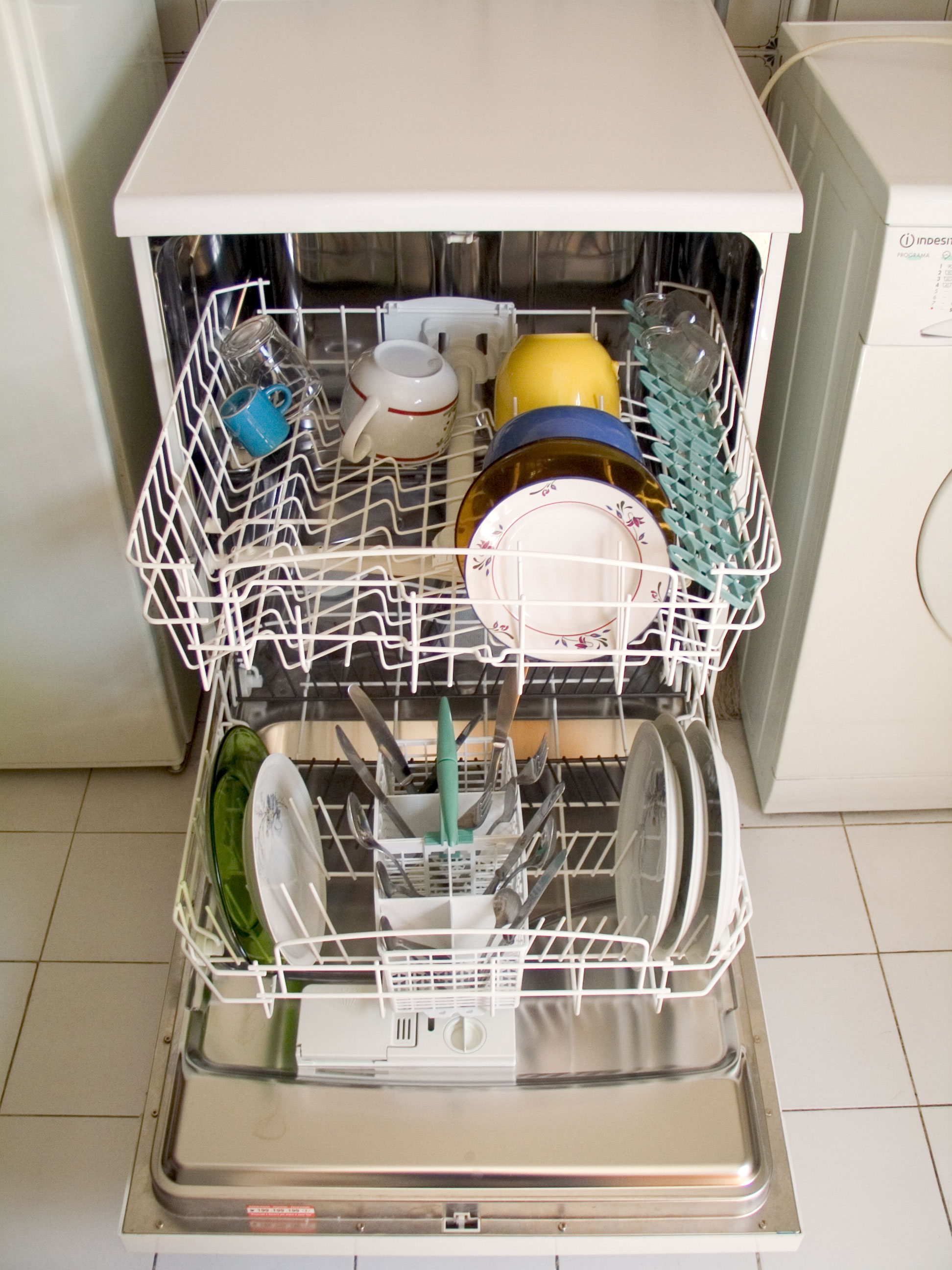
Een openstaande afwasmachine

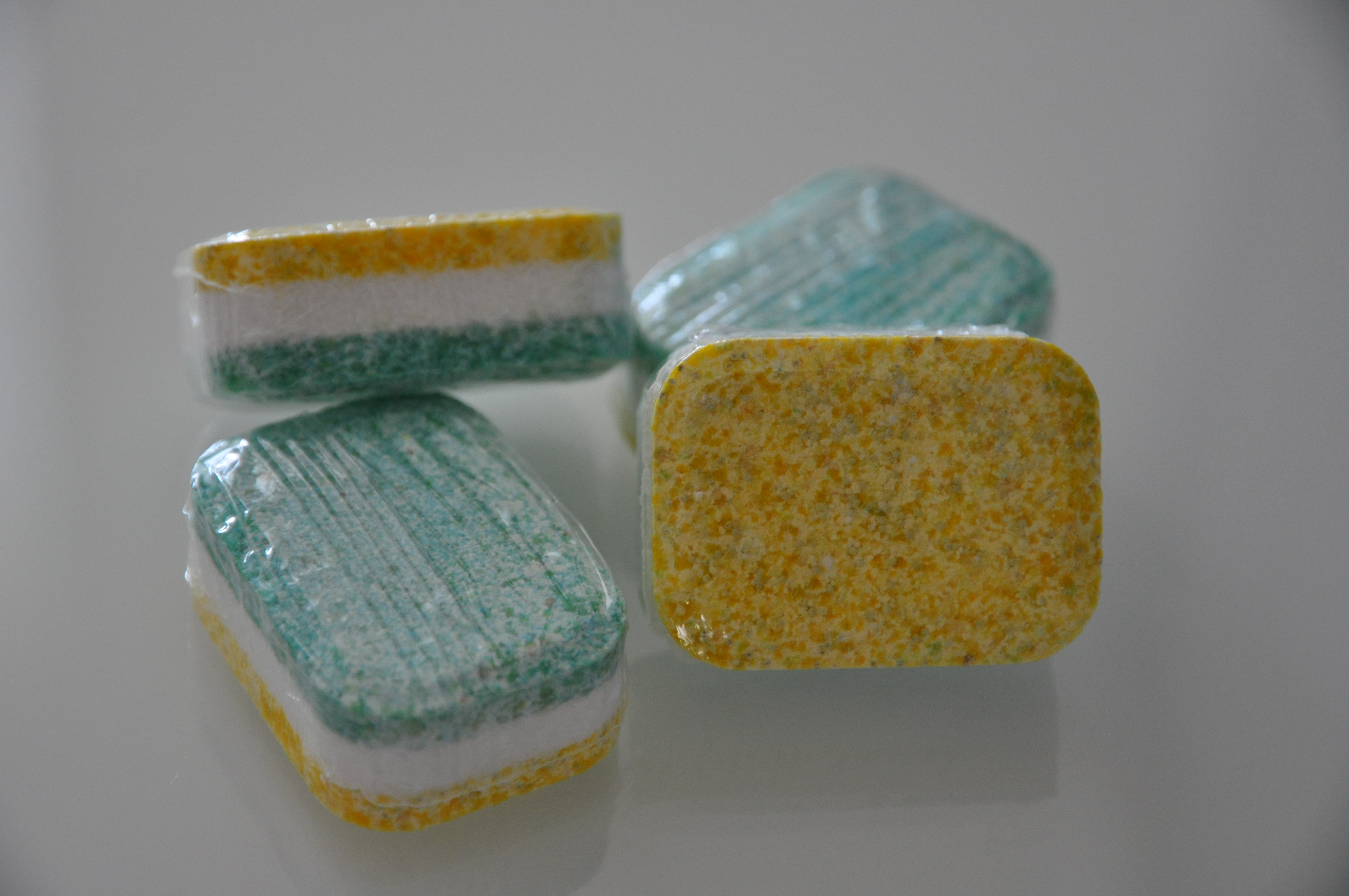
Vaatwasmachinetabletten

Een afwasmachine, ook wel vaatwasser, vaatwasmachine of afwasautomaat, is een apparaat om mechanisch de afwas te doen.

## Geschiedenis
Reeds in 1850 vroeg een zekere Joel Houghton een patent aan voor een machine voor het wassen van servies en bestek. Deze machine werd met de hand aangedreven.
De voorloper van de huidige afwasmachine is uitgevonden in 1886 door Josephine Cochrane, een Amerikaanse vrouw uit Illinois. Ze onthulde haar uitvinding in 1893 op de World's Columbian Exposition. Haar machine werd ook met de hand aangedreven.
In de jaren 20 van de 20e eeuw deden afwasmachines die waren aangesloten op de waterleiding en riolering, hun intrede. In 1924 ontwikkelde William Howard Livens een kleiner model afwasmachine voor gebruik in een doorsnee huishouden. Dit model leek al veel op de hedendaagse afwasmachine, met een deur vooraan waar men de vaat kan in- en uitladen, rekken om de vaat in te zetten en roterende sproeiers. In 1940 werd de afwasmachine met elektrisch aangedreven drogers ontwikkeld.
In de jaren zeventig en tachtig van de twintigste eeuw drong de elektrische vaatwasser geleidelijk door tot de West-Europese huishoudens.

## Opbouw en werking
De meeste afwasmachines voor thuisgebruik hebben twee uitschuifbare rekken waar de vaat ingezet kan worden. Het bestek wordt hierbij in een uitneembaar bestekbakje of een speciaal daarvoor bestemd rek bovenin geplaatst. Onder of boven elk rek is een draaiende sproeier gemonteerd die heet water spuit en daarmee de vaat reinigt. Een moderne afwasmachine kan een volledige afwas in ongeveer anderhalf uur schoon en droog maken.
In grotere keukens, zoals bij hotels, ziekenhuizen, restaurants, congrescentra of mensa's, wordt vaak gebruikgemaakt van grote afwasmachines. Deze bestaan uit een tunnel met een rolband waar de afwas aan één kant op wordt gezet. Aan de andere kant komt de vaat er weer schoon uit. Deze machines reinigen de afwas veelal binnen vijf tot tien minuten. De af te wassen vaat en het bestek worden hierbij in speciale plastic rekken geplaatst.

## Hulpstoffen

### Vaatwasmiddel
Een afwasmachine heeft afwasmiddel in de vorm van poeder of tabletten nodig om de afwas schoon te maken. Handmatig afwassen wordt met bewegingen gedaan om de vaat schoon te krijgen. In een afwasmachine staan de af te wassen zaken stil en daarom is een hoge temperatuur van het water nodig (55 tot 75 graden Celsius) naast de chemische eigenschappen van het wasmiddel. Dat is vaak veel krachtiger dan een gewoon afwasmiddel, en ongeschikt om gebruikt te worden voor afwassen met de hand, omdat het slecht is voor de huid. Sommige vaatwastabletten bevatten ook glansspoelmiddel en regenereerzout.

### Glansspoelmiddel
Een glansspoelmiddel is een oppervlaktespanningverlagende stof. De vaat gaat glanzen doordat het laatste spoelwater er beter vanaf druipt. Een glansspoelmiddel bestaat meestal uit:
- citroenzuur - bindt de kalk uit het spoelwater
- ethanol - antischuimmiddel, voor een versnelde verdamping van het water
- vetalcohol - oppervlaktespanningsverlager

### Regenereerzout
Als het water hard is, moet men zout aan het afwasmiddel toevoegen om het te ontharden. Wat men kalk noemt in "hard" kraanwater is opgelost calciumwaterstofcarbonaat (en magnesiumzouten). Het water wordt onthard door het langs bolletjes kunsthars met natrium-ionen te laten stromen. De kalk en magnesium blijven aan deze bolletjes kleven en worden zo uit het water verwijderd. Om de bolletjes schoon te maken (regenereren) laat de afwasmachine water met regenereerzout (soms ook onthardingszout genoemd) langs de onthardingsinstallatie stromen, zodat de kunsthars weer met natrium-ionen wordt geactiveerd.